# Seasons in the Abyss
Seasons in the Abyss ist das fünfte Studioalbum der kalifornischen Thrash-Metal-Band Slayer. Es wurde im Jahr 1990 von Rick Rubins Label Def American veröffentlicht.
Seasons in the Abyss wurde am 9. Oktober 1990 in den USA veröffentlicht und erreichte die Nummer 40 der Billboard 200 Album Charts. Damit erreichten Slayer die bis dahin höchste Chartnotierung. 1992 erhielt die Band eine Goldene Schallplatte für mehr als 500.000 verkaufte Exemplare in den USA.
Für die Aufnahmen des Videos zum Titelsong reiste die Band extra nach Ägypten, um bei den Pyramiden zu drehen.

## Dead Skin Mask
Das Lied Dead Skin Mask (übersetzt: ‚Maske aus toter Haut‘) wurde von Tom Araya auf einer Tour geschrieben und handelt von den Taten des Serienmörders Ed Gein. Inspiriert worden ist Araya nach der Lektüre des Buches Deviant, in dem das Leben des Mörders beschrieben wurde. Er soll Masken aus der Haut seiner Opfer gefertigt haben und damit in der Nacht herumgetanzt sein.

## Cover
Das Cover wurde vom Künstler Larry Caroll gestaltet und zeigt ein totenkopf-ähnliches Gesicht mit aufrechten und umgedrehten Kreuzen auf der Stirn. Aus dem Mund fallen Totenköpfe und Kreuze in ein kreuzförmiges Grab, welches mit vier Grabsteinen umgeben ist, welche menschliche Skelette tragen.

## Rezeption
Von der Kritik wurde das Album ebenfalls sehr positiv aufgenommen, da Slayer sich mit der guten Produktion von Rick Rubin ohne Experimente ganz auf die eigenen Fähigkeiten konzentrierte. Das Video zum Opener War Ensemble brachte Slayer das bisher größte Airplay auf MTV ein.
In der 44. Ausgabe des Genre-Magazins Rock Hard wurde dieses Album als Platte des Monats gekürt mit einem Notendurchschnitt von 9,33 von 10 Punkten. Thomas Kupfer schreibt in seiner Rezension: „Das Songmaterial als eine Mischung aus ‚Reign in Blood‘ in punkto Kompromißlosigkeit und ‚South of Heaven‘ in puncto kontrollierte Aggressivität zu bezeichnen, trifft den Nagel wohl auf den Kopf“.

## Titelliste
1. War Ensemble – 4:54
2. Blood Red – 2:50
3. Spirit in Black – 4:07
4. Expendable Youth – 4:10
5. Dead Skin Mask – 5:34
6. Hallowed Point – 3:24
7. Skeletons of Society – 4:41
8. Temptation – 3:26
9. Born of Fire – 3:23
10. Seasons in the Abyss – 6:42